# Ґедзеїд жовтодзьобий
Ґедзеїд жовтодзьобий (Buphagus africanus) — вид горобцеподібних птахів родини ґедзеїдових (Buphagidae).

## Опис
Ґедзеїд жовтодзьобий досягає довжини від 19 до 22 см. Його маса становить від 55 до 70 г:433. Його сильний дзьоб жовтого кольору з червоною верхівкою. Очі червоні і сильно виділяються на тлі темного оперення голови. Верхня сторона тіла темно-бура, ближче до гузки оперення стає світліше і переходить у світло-бежевий колір. Верх грудей світло-бурий. Черево охристого кольору. Голос звучить як хрипке «кріс-кріс».

## Поширення
Ґедзеїд жовтодзьобий мешкає в Африці південніше Сахари від Сенегалу на заході до Судану. На крайньому сході свого ареалу, де область поширення перекривається з областю поширення червонодзьобого буйволого шпака, це відносно рідкісний вид.

## Харчування
Птахи харчуються, насамперед, комахами, а також кліщами та іншими нашкірними паразитами великих ссавців. Вони харчуються також м'якими тканинами ран і кров'ю тварин, перешкоджаючи тим самим їх швидкому загоєнню. Прив'язаність до копитних господарів дуже висока. Протягом дня вони часто сидять на спині або шиї корів, буйволів, жирафів, антилоп або зебр. Птахи, що не гніздяться часто проводять також і ніч на спині великого ссавця.

## Розмноження
Гніздяться в дуплах, підстилка набивається шерстю тварин. В кладці від 2-х до 3-х яєць. Поза сезоном розмноження можуть утворювати вільні зграї.